# Blas Rafael de Quintana y de Aguilar
Blas Rafael de Quintana y de Aguilar (Calanda 1702 - Cervera 1762), fou canonge de Barcelona i canceller de la Universitat de Cervera.

## Biografia
Blas Rafael de Quintana i de Aguilar va néixer l'any 1702 a Calanda. Canonge de Barcelona. Va prendre el càrrec de canceller de la Universitat de Cervera el dia 17 de novembre de 1752 i l'exercí fins a l'any 1762.
En funció del càrrec va promoure l'ampliació de la casa del Canceller i que aquest cobrés la remuneració com a mestrescola de Lleida des del dia que arribés el nomenament de Roma.
Va morir a Cervera el 12 de febrer de 1762. És enterrat a la Catedral de Barcelona.

## Publicacions
- Quintana y Aguilar, Blas Rafael de. Formulae sive Conceptiones verborum Almae Cervariensis Academiae / perillustris D.D. Blasii Raphaelis de Qvintana et de Agvilar, eiusdem Academiae Cancellarii iussu editae. Cervariae Lacetanorum : typ. Academ. apud Josephum Barber & Soc., 1753. Disponible a: Catàleg de les biblioteques de la UB

- Calmet, Augustin y Quintana y Aguilar, Blas Rafael de. A. R. P. D. Augustini Calmet ... Commentarium literale in omnes ac singulos tum Veteris cum Novi Testamenti libros / e Gallico in Latinum sermonem translatum. Augustae Vindelicorum [Augsburg] & Graecii [Graz] : sumptibus Philippi ac Martini Veith, et Joannis fratris haeredum, 1734-1735. Disponible a :Catàleg de les biblioteques de la UB